# 春日毎治
春日 毎治（かすが まいじ、1894年（明治27年）2月17日 - 1973年（昭和48年）3月16日）は、日本の政治家。長野県中野市市議会議員・初代中野市市議会議長、長野県地方裁判所飯山支部調停委員長。下高井群繊維組合理事長。終戦連絡委員長。
長野県下高井郡穂波村佐野（現在の山ノ内町）出身。1911年（明治44年）1月12日オーストリアのテオドール・エードラー・フォン・レルヒ少佐により日本に初めてもたらされたスキー術に関して、穂波小学校で教員を行っていた大正元年（1912年）、志賀高原のある長野県下高井郡山ノ内町で初めてスキー術の指導を行った。紺綬褒章。

## 業績
昭和29年（1954年）7月1日、1町8村（中野町、平岡村、延徳村、平野村、日野村、高岡村、長岡村、科野村、倭村）が合併して、中野市とする市町村合併協議を中野町町議会議長として先導した。合併後の中野市議会議員数は1町8村合わせて総勢149名となり、あまりにも議員が多いため、合併推進法で認められた1年間の議会任期を4か月に短縮し、議員149名の総辞職を決行させた。合併後の中野市議会議員数を30名の小選挙区（中野町10名、平岡村4名、延徳村4名、平野村3名、日野村2名、高岡村2名、長岡村2名、科野村2名、倭村1名）として議会運営を行う事と決議した小選挙区制導入に対して、既得権益者の猛反発を受け有権者の約6割にも及ぶ反対署名活動が起こる。中野市長は再議権を発動、議会に再考を促したが議会はこれを否決し、30名の小選挙区施行を断行した。合併の労に報いる形で、昭和29年（1954年）7月5日、長野県中野市市議会の初代議長に満場一致で推挙された。

## 経歴
- 大正元年（1912年）9月 穂波小学校に教員として勤務[1]。
- 昭和6年（1931年）長野県下高井郡中野町（現・中野市）中野スキークラブを結成。副会長に就任[1]。
- 昭和26年（1951年）長野県下高井郡中野町（現、長野県中野市）町議会の議長に就任[1]。
- 昭和29年（1954年）7月5日 長野県中野市市議会の初代議長に就任[1]。
- 昭和40年（1965年）6月12日 紺綬褒章を受章。

## 親族・家系
- 春日家は北信濃の名門で松代藩主真田氏より。真田氏一族以外では特例である真田六文銭の家紋を下賜されている[4][5]。
- 高祖父：春日新左衛門 - 真田家松代藩より天保9年（1838年）苗字・帯刀・家紋の使用を許される[5]。天保の飢饉における松代藩内生活困窮者への救済活動に尽力する[5]。
- 曽祖父：春日与右衛門 - 長男春日与市とともに、約12キロに及ぶ引き水工事である屏風堰を松代藩に一切費用を頼らず自己・有志資金のみで建造[5]。
- 祖父：春日与市 - 長野県県会議員（第1回県議選～第4回県議選）。下高井教育会長を務めた[6]。
- 伯父：春日喜一郎 - 長野県下高井郡郡議員。長野県下高井郡穂波村村長。能書家としては山本凌亭との交流が深かった[2]。所有する田畑は60町歩（180000坪）、山林は現在の佐野の8割に達した[4]。
- 伯父：春日勝太郎 - 春日与市の次男。生糸貿易にてアメリカ合衆国へ渡る[7]。
- 叔父：宮崎通知 - 春日与市の三男。旧姓春日通知。長野県下高井郡平穏村村長。夜間瀬川砂防護岸工事の功労により、建設大臣より表彰される（昭和29年）。
- 実母：春日多可 - 春日与市の次女[8]。
- 実父：山本祐善 - 雅号は山本凌亭。南宋画家の児玉果亭門下[8]。
- 実兄：山本保 - 長野県下高井郡穂波村村長。穂波村教育委員長。雅号は山本蕙田。画家の小坂芝田門下。洋画家の山本秀麿の父[8]。
- 長男：春日通眼 - 信州中野商工会議所会頭。社団法人信濃中野法人会初代会長。
- 長男の妻：春日長 - 旧姓山本。実兄の山本弘文は経済学者、法政大学常務理事。実母の山本孝（旧姓近山孝）は犀北館（ 皇族の宿泊をはじめ、サマランチ国際オリンピック委員会会長（当時）などの重要来賓が来館し、犀北館のグランドボールルームは、民間の会場としては初めて皇族の宮中晩餐会の会場となった。犀北館傘下であった旧野尻湖ホテル（現在は跡地のみ）は、明仁上皇・上皇后美智子が皇太子・皇太子妃の頃に静養した。）創業家の近山本家出身。
- 孫：春日泉 - 実業家。
- 孫の妻：春日登志子 - 旧姓関谷。都市銀行の旧太陽銀行（現・三井住友銀行）勤務後、寿退社。実母の甥は、長野冬季パラリンピック競技大会組織委員会事務総長、長野県教育長を務めた樋口太郎（2002年11月秋の叙勲にて勲五等双光旭日章）。